# Bacterioclorofila
As bacterioclorofilas são pigmentos fotossintéticos que ocorrem em várias bactérias fototróficas. São relacionadas com as clorofilas, pigmentos principais nas plantas, algas e cianobactérias. Os grupos que contêm bacterioclorofila realizam fotossíntese, mas não produzem oxigénio. Usam comprimentos de onda que não são absorvidos em plantas. Diferentes grupos possuem diferentes tipos de bacterioclorofilas:
| Bacterioclorofila a | Bactérias purpuras                       |
| Bacterioclorofila b | Bactérias purpuras                       |
| Bacterioclorofila c | Bactérias verdes sulfurosas, Chloroflexi |
| Bacterioclorofila d | Bactérias verdes sulfurosas              |
| Bacterioclorofila e | Bactérias verdes sulfurosas              |
| Bacterioclorofila g | Heliobactérias                           |

As bacterioclorofilas c e d são clorinas, com um anel pirrol reduzido, e as outras são bacterioclorinas, com dois anéis.

## Quimeras
Os cientistas desenvolveram um sistema de proteína fotossintética usando clorofila e bacterioclorofila para aprimorar uma abordagem mais sustentável dos dispositivos tecnológicos movidos a energia solar. Ao fazer isso, os cientistas demonstraram que os dois sistemas de pigmentos poderiam trabalhar juntos para obter a conversão de energia solar.